# Вудленд (Північна Кароліна)
Вудленд (англ. Woodland) — місто (англ. town) в США, в окрузі Нортгемптон штату Північна Кароліна. Населення — 557 осіб (2020).

## Географія
Вудленд розташований за координатами 36°19′50″ пн. ш. 77°12′54″ зх. д. / 36.33056° пн. ш. 77.21500° зх. д. (36.330615, -77.214912).  За даними Бюро перепису населення США в 2010 році місто мало площу 3,24 км², уся площа — суходіл.

## Демографія
Згідно з переписом 2010 року, у місті мешкало 809 осіб у 325 домогосподарствах у складі 202 родин. Густота населення становила 250 осіб/км².  Було 364 помешкання (112/км²).
Расовий склад населення:
| - 49,2 % — білих - 47,2 % — чорних або афроамериканців - 0,7 % — корінних американців - 0,5 % — азіатів - 1,4 % — осіб інших рас |

До двох чи більше рас належало 1,0 %. Частка іспаномовних становила 1,1 % від усіх жителів.
За віковим діапазоном населення розподілялося таким чином: 27,6 % — особи молодші 18 років, 56,0 % — особи у віці 18—64 років, 16,4 % — особи у віці 65 років та старші. Медіана віку мешканця становила 40,5 року. На 100 осіб жіночої статі у місті припадало 84,3 чоловіків;  на 100 жінок у віці від 18 років та старших — 76,5 чоловіків також старших 18 років.
Середній дохід на одне домашнє господарство  становив 26 437 доларів США (медіана — 16 454), а середній дохід на одну сім'ю — 30 350 доларів (медіана — 17 500). Медіана доходів становила 21 500 доларів для чоловіків та 22 031 долар для жінок. За межею бідності перебувало 54,0 % осіб, у тому числі 83,2 % дітей у віці до 18 років та 26,5 % осіб у віці 65 років та старших.
Цивільне працевлаштоване населення становило 216 осіб. Основні галузі зайнятості: освіта, охорона здоров'я та соціальна допомога — 33,3 %, виробництво — 18,5 %, роздрібна торгівля — 15,3 %.